# Emil Mazuw
Emil Mazuw (Essen, 21 settembre 1900 – Karlsruhe, 11 dicembre 1987) è stato un militare tedesco, Landeshauptmann della Provincia di Pomerania dal 1940 al 1945.

## Biografia
Mazuw, figlio di un operaio, fu a sua volta operaio metalmeccanico specializzato. Nel 1918 si arruolò volontariamente nella Reichsmarine, prestando servizio nella prima guerra mondiale. Dopo l'armistizio, la sua nave insieme al resto della Hochseeflotte fu internata dagli inglesi a Scapa Flow. Dopo che i marinai tedeschi ricevettero l'ordine di affondare le loro navi, furono trattenuti nei campi di prigionia inglesi. Mazuw tornò in Germania nel 1920.
Rimase nella Reichsmarine fino al 1921, poi lavorò come operaio in fabbrica fino al 1925, ma rimase disoccupato fino al 1932. Dal suo matrimonio nel 1932 nacquero tre figli. Nel 1928 si unì alla Sturmabteilung e al Partito Nazista, tessera numero 85231, per unirsi poi alle Schutzstaffel nel 1930, tessera numero 2556.
Fu capo della SS-Abschnitt XVIII dal novembre 1933 fino all'inizio di settembre 1934, quando successivamente divenne capo della SS-Abschnitt XIII fino all'aprile 1936. Dal 1936, Mazuw fu membro del Reichstag del partito nazista dal decimo all'undicesimo periodo elettorale per la sesta circoscrizione. Dall'aprile 1936 fino all'inizio di maggio 1945, Mazuw fu capo dell'Ostsee come SS-Oberabschnitt e dall'agosto 1938 alla fine dello stesso periodo fu SS- und Polizeiführer (HSSPF) nel distretto Nord, che nel 1940 fu ribattezzato Ostsee, con sede a Stettino. Dei diciotto HSSPF nella Germania nazista, Mazuw fu l'unico a ricoprire questa posizione per più di cinque anni.
Dal 1940 al 1945 fu Landeshauptmann della Provincia di Pomerania. In questa posizione, insieme al Gauleiter Franz Schwede-Coburg, fu impegnato nell'Aktion T4, aiutando nell'invio di circa millequattrocento pazienti dai sanatori della Pomerania a Stralsund, Ueckermünde, Treptow an der Rega, Lauenburg e Meseritz-Obrawalde verso l'esecuzione a Piasnitz, nel Reichsgau Danzica-Prussia occidentale, dove furono fucilati.
Himmler, però, pensò che Mazuw non fosse abbastanza attivo e nel dicembre 1944 gli inviò una lettera di rimprovero "[...] sei un rappresentante delle SS e non quello del sindaco locale o degli uffici locali del partito che si oppongono alle SS [...]".
Lo scrittore Igor Witkowski ha ipotizzato che Mazuw fosse coinvolto nei programmi segreti per sviluppare le Wunderwaffen, un nuovo tipo di arma che avrebbe dovuto cambiare il corso della seconda guerra mondiale.
Dopo la guerra, Mazuw fu tenuto prigioniero. Nel 1948 fu processato per i procedimenti di denazificazione e condannato a otto anni di reclusione. Sulla base dei gravi abusi sui prigionieri politici ed ebrei nel 1933, fu condannato nel 1951 ad ulteriori otto anni e sei mesi di reclusione. In seguito, conclusa la sua condanna, trovò lavoro. Morì nel dicembre 1987 a Karlsruhe.